# Primula amethystina
Primevère améthyste
Espèce
Classification phylogénétique
Primula amethystina, la Primevère améthyste, est une espèce de plante à fleurs de la famille des Primulaceae, originaire des prairies alpines humides, à 3 400–5 000 m d’altitude, du Sud-Ouest de la Chine (Sichuan, Tibet, Yunnan).

## Étymologie et histoire de la nomenclature
Le nom de genre Primula a été donné par Linné d’après le latin primulus diminutif de primus « tout à fait en premier » car il fleurit tôt.
L’épithète spécifique amethystina est la forme adjectivale latine de amethystinus (féminin amethystina) « de couleur améthyste (violet) », lui-même par emprunt au grec ἀμεθῠ́στῐνος amethustinos « améthyste ».

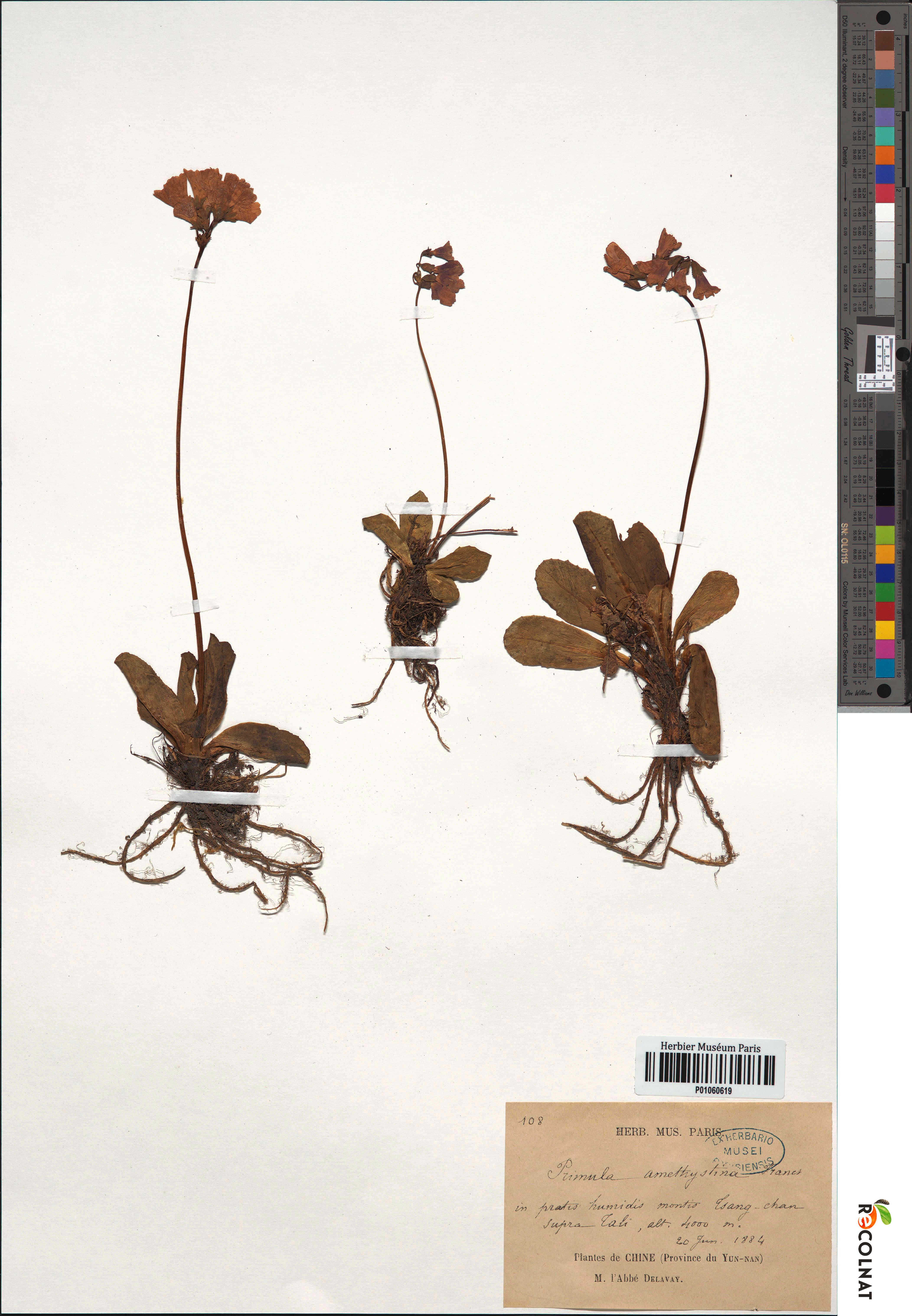
Primula amethystina, Isosyntype, trouvé par le père Delavay dans le Nord-Ouest du Yunnan.

La découverte et la description de cette nouvelle espèce est l’œuvre de la collaboration du botaniste de terrain, le père Jean-Marie Delavay, et du botaniste du Muséum, Adrien Franchet.
Le père Delavay, qui dans sa jeunesse savoyarde s’était épris de passion pour la flore alpine, eut la chance d’être envoyé en 1882 par les Missions étrangères de Paris, dans la région de Dali, au Nord-Ouest du Yunnan, dans ce que l’on sait appartenir maintenant à un « point chaud de biodiversité ». Plus du quart des espèces mondiales de Rhododendron, de Primula, de Corydalis etc. se trouvent dans le point chaud des Monts Hengduan dans la région de Centre-Sud de la Chine.  
Le 20 juin 1884, le père Delavay explorait les prairies humides situées à 4 000 m sur les Cangshan, les monts qui dominent Dali, quand il tomba sur une petite merveille de primevère aux fleurs de la couleur éclatante de l’améthyste (voir une de ses feuilles d’herbier ci-contre).
À Paris, Adrien Franchet qui réceptionnait les caisses de Delavay, fit le 24 juillet 1885, à la Société botanique de France une communication sur « Les Primula du Yun-nan » qui commençait ainsi : « Parmi les genres les mieux représentés dans la flore des montagnes du Yun-nan, il faut compter le genre Primula, dont M. l’abbé Delavay vient d’envoyer au Muséum 20 espèces, presque toutes récoltées autour du lac de Tali. Cette richesse de formes accumulées sur un même point, et qui ne constitue sans doute qu’une part de ce qu’on trouvera plus tard, surprendra plus encore, quand je dirai que, parmi ces 20 espèces, 16 sont absolument inconnues ». C’est dans cet article qu’il donne la diagnose (description) de l'espèce qu'il choisit d'appeler Primula amethystina (p. 268).
Le nom vernaculaire chinois de cette espèce est 紫晶报春 Zǐjīng bàochūn (morph. « primevère améthyste »).

## Description
La Primevère améthyste est une plante herbacée pérenne.
Les feuilles sont disposées en rosette, portées par un pétiole ailé, de indistinct à 1,5 cm. Le limbe de la feuille est elliptique-oblong à obovale-oblong, parfois aigu, de 2–4,5 cm de long sur 1–2 cm, papyracé ferme, lorsqu'il est sec légèrement brun ponctué, à marge légèrement denticulée à dentée.
La hampe florale, sortant dressée au milieu de la rosette, de 5–25 cm supporte une ombelle de 2 à 6 fleurs (jusqu’à 20), portées chacune par un pédicelle de 0,1 à 2 cm. Les fleurs sont hétérostyles, à calice campanulé, avec des lobes ovales à ovales-lancéolés, à corolle violette, campanulée à tubulaire-campanulée de 1,2 à 1,6 cm; les fleurs à style long, fixés à 4,5 mm au-dessus de la base de la corolle, les fleurs à style court, fixés à 1,2 mm.
Le fruit est une capsule ovoïde, aussi longue que le calice. 
De belles photos sont disponibles en ligne sur le Primula World.

## Sous-espèces
Flora of China distingue trois sous-espèces:
1. P. amethystina subsp. amethistina : corolle campanulée, lobes obscurément émarginés, avec une encoche mucroné ; la distribution est limitée aux Cangshan

1. P. amethystina subsp. argutidens (Franchet) WW Smith et HR Fletcher : corolle campanulée d’au moins 1 cm de diamètre, du Sichuan occidental

1. P. amethystina subsp. brevifolia (Forrest) WW Smith et Forrest : plus grande et plus robuste, corolle tubulaire-campanulée, de 0,6 à 1 cm de diamètre, progressivement dilaté vers le haut. Distribution plus large.

## Distribution et habitat
La primevère améthyste est une espèce endémique du Centre-Sud de la Chine, provinces du Sichuan occidental, du Tibet et du Yunnan.
Elle pousse dans les prairies alpines, humide, à 3 400–5 000 m d’altitude